# Luis Alonso Rivas
Luis Alonso Rivas (La Unión; 6 de julio de 1948) es un exfutbolista salvadoreño que jugó de defensa. Debutó con el Águila de la Primera División de El Salvador en 1968 y se quedó con el equipo hasta retirarse por una grave lesión en 1976.

## Selección nacional

### Participaciones en clasificatorias
| Clasif.              | Sede   | Resultado | Part. | Goles |
| -------------------- | ------ | --------- | ----- | ----- |
| Clasif. Mundial 1974 | Varias | Eliminado | 1     | 0     |
| Clasif. Mundial 1978 | Varias | Eliminado | 1     | 0     |

## Palmarés

### Títulos nacionales
| Título           | Equipo | País        | Año     |
| ---------------- | ------ | ----------- | ------- |
| Primera División | Águila | El Salvador | 1972    |
| Primera División | Águila | El Salvador | 1975-76 |
| Primera División | Águila | El Salvador | 1976-77 |

### Títulos internacionales
| Título                           | Equipo | País        | Año  |
| -------------------------------- | ------ | ----------- | ---- |
| Copa de Campeones de la Concacaf | Águila | El Salvador | 1976 |